# Безводне (Кумохинська сільрада)
Безводне (рос. Безводное) — присілок в Городецькому районі Нижньогородської області Російської Федерації.
Населення становить 21 особу. Входить до складу муніципального утворення Кумохинська сільрада.

## Історія
Від 2009 року входить до складу муніципального утворення Кумохинська сільрада.

## Населення
| 2002 | 2010 |
| ---- | ---- |
| 8    | ↗21  |